# Бортэ
Бортэ-фуджин, Борте-учжин (монг. Бөртэ үжин?, ᠪᠥᠷᠲᠡ?; кит. Фуджин — «госпожа»; 1161 — 1230) — старшая жена Темуджина (Чингисхана); дочь Дэй-Сечена (Дай-нойона) из рода конграт и его жены Цотан.

## Биография
Согласно «Сокровенному сказанию», первоначально отец Темуджина Есугей собирался взять ему невесту из олхонутского племени, из рода своей жены Оэлун. Случайно встреченный Дэй-Cечен предложил посватать свою десятилетнюю дочь Бортэ, бывшую на год старше Темуджина. По рассказу Рашид ад-Дина в «Сборнике летописей», отец Бортэ, напротив, препятствовал сватовству, а её младший брат Алчи старался, чтобы сестру отдали за Темуджина. Девочка понравилась Есугею, он оставил сына «в зятьях» и уехал. По предсмертной просьбе Есугея его друг и родственник Мунлик забрал Темуджина обратно, объяснив это тем, что Есугей скучает по первенцу .
Несколько лет спустя, после спасения из тайджиутского плена, Темуджин разыскал стойбище унгиратов и взял Бортэ в жёны. Мать Бортэ, Цотан, подарила дочери соболью доху, впоследствии преподнесённую Темуджином хану кереитов Тоорилу-Ван-хану в напоминание о его побратимстве с отцом Есугеем. Этот шаг сильно помог Темуджину, когда меркиты похитили Бортэ в качестве отложенной мести за то, что Есугей отнял Оэлун у меркитского воина Чиледу. В этой «„Троянской войне“ на Селенге» (по выражению Л. Н. Гумилёва) Темуджин вместе с кереитами и Джамухой разгромил меркитов и освободил Бортэ. Рашид ад-Дин передаёт другую версию событий: меркиты захватили Борте и отослали к Ван-хану, который «сохранил её за завесой целомудрия» и отправил обратно к Темуджину.
Во время многочисленных военных походов мужа Бортэ, в отличие от других жён, предпочитала оставаться в Монголии на своих родовых землях, помогая отчигину Тэмуге управлять личным юртом семьи Чингисхана. Ей также перешли земли, ранее принадлежавшие племени татар.
Бортэ была матерью четырёх сыновей (Джучи, Чагатай, Угедей, Толуй) и пяти дочерей (Ходжин-бэги, Чечейген, Алагай-беки, Тэмулэн, Алталун) Темуджина-Чингисхана.
О дальнейшей судьбе Бортэ мало что известно. Американский историк Дж. Уэзерфорд, ссылаясь на устную монгольскую традицию, полагает, что остаток жизни она провела в столице империи Аварге, где и умерла между 1219 и 1224 годами.
В 1266 году её внук Хубилай, присвоил Бортэ посмертный титул Гуан-сянь хуанхоу — «одарённая светом государыня».

## В культуре
Бортэ стала персонажем романа И. К. Калашникова «Жестокий век» (1978).